# Saint-Étienne-au-Mont

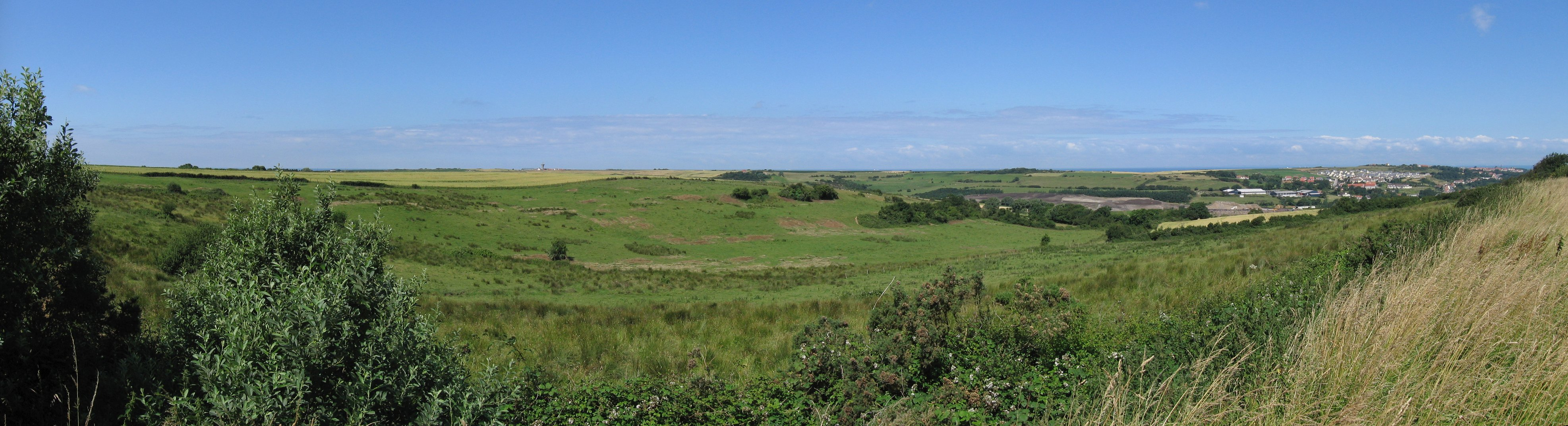
Monte de Ecault, con el Reino Unido

 Saint-Étienne-au-Mont  es una población y comuna francesa, situada en la región de Norte-Paso de Calais, departamento de Paso de Calais, en el distrito de Boulogne-sur-Mer y cantón de Samer. La comuna, se separan con 2 Ciudad,que se llaman:
- Ponte-de-Brico (Pont-de-Briques, en Francés)
- Ecault.

## Demografía
| 3423 | 4389 | 4301 | 4632 | 5037 | 4995 |
| Para los censos de 1962 a 1999 la población legal corresponde a la población sin duplicidades (Fuente: INSEE [Consultar]) |      |      |      |      |      |